# Джакомо Пучини
Джа̀комо Анто̀нио Домѐнико Микѐле Втори Марѝя Пучѝни (на италиански: Giacomo Antonio Domenico Michele Secondo Maria Puccini) е един от най-популярните италиански оперни композитори.
Специалистите го приемат като продължител на делото на Джузепе Верди. Той е последният от плеядата италиански оперни композитори, започваща през 17 век с Клаудио Монтеверди и преминаваща през Джоакино Росини и Джузепе Верди. За разлика от своите предшественици Пучини пише по-леки творби с нов, реалистичен стил, който придобива популярност в края на 19 век. Неговите опери се отличават с възхитителни мелодии и ярки женски образи. Много от тях влизат в постоянния репертоар на големите оперни театри по целия свят, а трите му велики произведения „Бохеми“, „Мадам Бътерфлай“ и „Турандот“ стават стандарт за писане за много от следващите поколения композитори. Някои от ариите му остават изключително популярни – „O mio babbino caro“ от „Джани Скики“, „Che gelida manina“ от „Бохеми“, „Nessun dorma“ от „Турандот“, „E lucevan le stelle“ от „Тоска“ и др.

## Биография

### Фамилията Пучини
Джакомо Пучини е роден на 22 декември 1858 г. в древното италианско градче Лука, област Тоскана и е последният музикант от фамилия на четири поколения музиканти. Той е най-възрастният син от деветте деца на семейството – две момчета и 7 момичета. Градът е известен с любовта на жителите му към музиката и с дълбоките си музикални традиции. В него е роден композиторът Алфредо Каталани и са живели прочутите музиканти Франческо Гаспарини, Луиджи Бокерини и Франческо Джеминиани. Четирима души в рода на Пучини са композитори и носят званието „Музикант на република Лука“.
Първият композитор в рода и прародител на Джакомо Пучини също е Джакомо (1712 – 1781). Учи музика в Лука и Болоня. През 1739 г. този първи Джакомо получава най-престижния музикален пост в града – органист в катедралата „Сан Мартино“. През 1740 г. става главен музикален директор и църковен диригент на града и организира първия градски оркестър, в който свири и Луиджи Бокерини, известният композитор и виолончелист. Тогава получава и престижната титла „Музикант на република Лука“. Написал е 14 опери, както и църковна и светска музика. Става член на Академия филхармоника в Болоня, което е изключителна чест за времето си.
Синът му Антонио Бенедето Мария Пучини (1747 – 1832) учи музика в Болоня и също е избран за почетен член на академията в този град. И той и жена му Катерина Тезей свирят на орган. Написал е множество църковни творби и опери, най-известна от които е „Освобождението на Лука“. След смъртта му Катерина дава първите уроци по музика на сина им Доменико.
Доменико Винченцо Мария Пучини (1772 – 1815), синът на Антонио и Катерина и дядо на Джакомо Пучини, почива млад, но въпреки това успява да напише две опери и няколко оратории. Той също учи музика в Болоня, а по-късно и в Неапол при Джовани Паизиело. Завръщайки се в Лука, става органист в катедралата и получава титлата на баща си и дядо си „Музикант на република Лука“. Неговият Te Deum е изпълнен отново през лятото на 2000 г. в Рим, а по същото време в Лука е поставена операта му „Il Ciarlatano“. Джакомо Пучини ползва произведението на дядо си Te Deum в операта си „Тоска“. Има предположения, че причина за смъртта му е отравяне, заради прекалено либералните му политически възгледи. Вдовицата му Анджела остава да се грижи за 2-годишния им син Микеле. Сега в дома им се помещава музея „Museo Casa Natale Giacomo Puccini“.
Микеле Пучини (1813 – 1864), син на Доменико и Анджела, е бащата на Джакомо Пучини. Роден е в годината на раждане на известните композитори Джузепе Верди и Рихард Вагнер. Той е най-талантливият ученик на Гаетано Доницети, написва две опери и голям брой църковни творби. Също като останалите членове на фамилията учи музика в Болоня при Джузепе Пилоти, в Неапол при Саверио Меркаданте, а по-късно при Гаетано Доницети. След завръщането си в Лука Микеле става органист в катедралата „Сан Мартино“. На 37-годишна възраст се жени за 19-годишната Албина Маги, произхождаща от известна градска фамилия. Пише музика за църковни и граждански празници. Написва и две опери – „Антонио Фоскарини“ и „Джанбатиста Катани“. Той е много добър музикален педагог, а един от учениците му, Алфредо Каталани, става известен оперен композитор. В семейството се раждат 9 деца – Отилия (1851), Томаиде (1852), Теми (1853), починала година по-късно, Нитети (1854), Иджиния (1856), Джакомо (1858), Рамелде (1859), Макрина (1862), починала на 8 години и Микеле, роден след смъртта на баща си. От всички деца само Джакомо, Отилия, Иджиния и Микеле показват музикален талант. През целия си живот Джакомо чувства най-близка до себе си сестра си Иджиния.

### Детство
5-годишният Джакомо получава своите първи уроци по музика от баща си Микеле Пучини, който е педагог, хоров диригент, композитор и органист в църквата „Сан Микеле“. През 1864 г. бащата умира и след неговата смърт семейството живее твърде скромно, а понякога дори и бедно. С музикалното образование на момчето се заема вуйчо му Фортунато Маджи. Джакомо има красив плътен контраалт и постъпва като платен хорист в църковния хор на града.
На 14-годишна възраст започва да посещава местния музикален лицей „Пачини“, основан от баща му. Там под грижите на педагога Карло Анджелони получава системна музикална подготовка и се запознава с партитурите на оперите „Риголето“, „Травиата“ и „Трубадур“ от Джузепе Верди. Едновременно с това работи като диригент и органист в църквата на Бенедиктинския орден, където преди него са свирили баща му и дядо му. Свири безупречно на орган и прави прекрасни импровизации. Първите му опити като композитор са в областта на инструменталната музика.
Най-голямата му сестра Отилия учи музика и даже участва пред публика. През 1872 г. се омъжва за лекар, който по-късно става кмет на града. Иджиния става монахиня в манастир, близо до родния им град Лука.

### Младост
През 1876 г., когато е вече на 17 години, Джакомо, придружен от свои приятели, изминава 40 km пеш до град Пиза, за да чуе операта „Аида“ на Верди. Поради липса на пари за билет се вмъква в сградата няколко часа преди началото на представлението. Това посещение прави толкова силно впечатление на младежа, че окончателно затвърждава решението му да стане оперен композитор. Майка му успява да издейства малка стипендия от градската община и през 1880 г. Джакомо заминава за Милано, където следва в Кралската консерватория в продължение на три години. По музикална естетика му преподава Аминторе Гали, а по композиция – Амилкаре Понкиели, авторът на операта „Джокондата“ и известният цигулар и композитор на камерна музика, модернистът Антонио Бадзини. От Бадзини възприема симфоничното мислене и вкуса към изящното, а от Понкиели – любовта към емоционалната и съдържателна мелодия. Следва заедно с Пиетро Маскани, с когото се сприятелява и известно време дели обща квартира.
Като студент композира предимно камерни произведения. Свири на орган и пиано и по това време, през 1883 г., написва Струнен квартет в ре мажор и Фуга за струнен квартет. Запознава се с поета Фердинандо Фонтана и двамата започват да работят по либретата на оперите „Вилиси“ и „Едгар“. На 16 юли 1883 г. завършва консерваторията, а дипломната му работа „Симфонично капричио“ е изпълнена на публичен концерт в Милано и предизвиква възторга на публиката и музикалните критици. Тази инструментална работа привлича вниманието и на влиятелните музикални среди в града. 

### Зрели години
Пучини написва 12 опери, няколко оркестрови и камерни творби, църковни съчинения и други. Оперите му са с типично италианския мелодичен стил и национално звучене. Той е съвременник на бурното развитие на капитализма в страната си и черпейки сюжети от проблемите на своето време, създава творби с подчертана социална тематика, а повечето му опери са с патриотични сюжети. Пучини е привърженик на веризма в музиката, наред с приятеля си Пиетро Маскани, Руджеро Леонкавало, Умберто Джордано и други. Те създават произведения, в които отразяват реално, а понякога и натуралистично, живота на хората в Италия. За разлика от Верди той не се интересува от политическите проблеми, а съвременниците му го описват като наивен и индиферентен по отношение на политиката въобще. Като творец обаче Пучини остава верен на реализма и не се присъединява към никое от декадентските музикални течения, разпространени по онова време в страната.
След смъртта на майка си Пучини избягва с омъжената Елвира Бонтури, която напуска мъжа си, милански банкер. Смелостта им да живеят заедно без брак предизвиква скандал в Лука и те се преместват в Монца, където се ражда и техният син Антонио. През 1890 г. се преместват в Милано, а през 1891 г. Пучини решава да се откъсне от шума и суетата на големия град и се премества със семейството си в тихото селце Торе дел Лаго, намиращо се между Пиза и Виареджо. Там прекарва около 30 години от живота си и композира повечето си опери. Не забравя родния си град и често посещава Лука. До 1900 г. успява да построи вила край езерото Масачуколи, която в наши дни е превърната във „Вила музей Пучини“. Организира „Клуб на бохемите“, където цари както веселие, така и задушевна обстановка за задълбочени творчески разговори. Ловът и риболовът са негови любими развлечения. По-късно, през 1904 г., след смъртта на съпруга на Елвира двамата официално сключват брак. Елвира високо цени таланта на Джакомо и се старае да поддържа спокойна атмосфера за неговата работа.
По-късно отношенията между съпрузите се изострят заради прекомерната ревност на Елвира. През 1908 г. семейството прекарва лятото в Кайро и след завръщането ревността на Елвира избухва с пълна сила. Тя обвинява младата прислужничка от селото Дория Манфреди в незаконна връзка с Джакомо и заплашва да я убие. В резултат на това младото момиче се самоубива, а следствието доказва, че е била девствена. Семейство Манфреди повдигат обвинение срещу Елвира за преследване и клевета, създавайки един от най-известните скандали за онова време. Елвира е призната за виновна, но остава неосъдена, тъй като Пучини успява чрез преговори и изплащане на голямо обезщетение да накара Манфреди да оттеглят иска си. Но отношенията с жена му са окончателно развалени.
След „Мадам Бътерфлай“ бракът на Пучини става все по-тягостен и постепенно композиторът изпада в меланхолия. Той не пише никаква музика в продължение на 6 години. Чувства се и неразбран от хората. Остава само с няколко близки приятели, между които е и Сибила Селигман, по-възрастна от него англичанка, с която имат близки етични и естетически схващания. В нейното общество той намира успокоение и духовно удовлетворение.
През 1914 г. избухва Първата световна война. Пучини твърдо застава против нея и принципно против всякакви военни действия. Според публичните му изказвания „Войната е нещо ужасно дори и при най-добрите нейни резултати. Кой ще победи е все едно, щом като милиони хора ще бъдат принесени в жертва“. Синът му Антонио е мобилизиран и заминава за фронта, а това допълнително кара Пучини да засили пацифистичните си прояви. Обвинен е в предателство към Италия заради изказванията си и заради отказа му да се присъедини към реакционните кръгове в страната. Обвинен е и в германофилия, защото написва опера по немски сюжет и приема виенския Почетен орден на император Франц Йосиф.
През 1922 г., когато Бенито Мусолини завзема властта, Пучини не успява да се ориентира бързо в обстановката и остава в Италия. Други музиканти като Артуро Тосканини например напускат страната и емигрират. Композиторът отстоява политическите и човешките си възгледи и не се присъединява към фашистката власт. Дори когато Мусолини му поръчва опера с националистичен сюжет, той отказва да я напише. Меланхолията му се задълбочава и все по-често се чувства зле, а освен това има проблеми и с гърлото. Пише на редактора си Тито Рикорди, че „самотата му е безкрайна като море и черна като нощта“.

### Смърт
Пучини започва да пише последната си опера „Турандот“ в лошо здравословно състояние. Болките в гърлото са се оказали симптоми на рак и през есента на 1924 г. състоянието му съвсем се влошава. На 4 ноември заминава със сина си Антонио в Брюксел, за да се подложи на лъчетерапия. След нея се чувства малко по-добре и там за последен път присъства на изпълнението на негова опера – „Бохеми“. След това обаче здравето му бързо се влошава и се налага операция. Когато го подготвят за нея, той написва на лист хартия: "Господа, дайте ми само 12 дни, за да довърша „Турандот“." Операцията е направена на 24 ноември, но не помага на композитора и на 29 ноември 1924 г. Пучини умира в Брюксел на 66-годишна възраст.
Няколко дни след смъртта му пренасят праха му в Италия. В Милано е организирано всенародно поклонение, а в чест на толкова обичания композитор приятелят му Артуро Тосканини дирижира трагична музика от операта му „Едгар“. Погребан е в Торе дел Лаго, където над гроба му е издигнат внушителен бронзов паметник. Вилата му край езерото е превърната в музей, в който е организирана експозиция от много негови документи, ръкописи и произведения. В края на годината на дома на фамилия Пучини е поставена възпоменателна плоча със следния надпис:
| „ | Тук на 22.ХІІ.1858 г. се роди Джакомо Пучини, произхождащ от стар музикален род. Той създаде леко запомнящи се, правдиви и изящни мелодии, обогатени с нови гласове на живота. Като прославен майстор той чрез стилово съвършенство и гъвкави форми отново утвърди в цял свят националното съдържание на изкуството. От гордеещия се със своя син град на тридесетия ден от неговата смърт – 29.ХІІ.1924 г. | “ |

## Музикално творчество
Една от основните и най-привлекателни черти на творчеството на Пучини е лесно запомнящата се мелодичност на неговите произведения. Като основа на своите творби той ползва битовата музика на своето време – градски канцонети, романси и народни танцови ритми. Оперите му са реалистични, като в тях той възпява любовта, човечността и живота на обикновените, социално онеправдани хора. Други характерни за него черти са подчертаните мелодраматизъм и сантиментализъм, чрез които успява да трогне слушателите си. Отдава сериозен приоритет на вокалното над инструменталното начало в оперите си, въпреки че понякога разширява ролята на оркестъра, за което Верди го критикува. Освен прекрасен композитор, Пучини е добър драматург и режисьор на собствените си творби и умее виртуозно да изгражда драматургичното развитие на оперите си. Най-важната част от неговото творчество са 12-те опери, които шестват по световните сцени. Той често е недоволен от написаното и прави преработки на оперите си като изхвърля някои части и вмъква нови. Променя дори и броя на действията, добавя нови арии, прави корекции в оркестровото звучене и т.н.

## Опери
Оперите на Пучини се отличават с бързо развитие на действието и напрегнат драматизъм. Той е забележителен драматург и успява по прекрасен начин да съчетае театралното и оперното изкуство. В оперите му се отделя особено внимание на оркестровото изпълнение и съпровод. Почти всичките му опери, веднага след създаването им, се играят с ненамаляващ успех навсякъде по света, което е почти прецедент в оперното изкуство.

### Вилиси
През 1883 година музикалният издател Едуардо Сондзоньо обявява конкурс за едноактна опера от млад италиански композитор. Пучини решава да се яви на него и за няколко месеца написва операта „Вилиси“ по готовото либрето на Фердинандо Фонтана върху сюжет от немска народна приказка от Шварцвалд. Въпреки участието на Понкиели в журито, операта не е премирана. Тази първа опера на Пучини, макар и италианска по дух и стил, носи белезите на немско влияние и особено това на Рихард Вагнер. Операта прави впечатление с драматизма си, с мелодичните арии и със сериозната роля на оркестъра. Един ден през същата година на събиране на известни музиканти в дома на музикалния меценат Марко Скала, между които са Ариго Бойто и Алфредо Каталани, Пучини изсвирва клавира на операта. Слушателите му преценяват, че „Вилиси“ има висока художествена стойност и с общата им материална подкрепа операта е поставена в оперния театър „Dal Verme“ в Милано на 31 май 1884 г. Представлението има небивал успех, финалът на първо действие е бисиран 3 пъти, а след края на операта авторът е извикан 18 пъти на сцената. След няколко дни Пучини продава правото за издаване на операта на Джулио Рикорди и получава от него 1000 лири в момент, когато притежава само 40 центисими. Условието на Рикорди е авторът да преработи операта в двуактна. Композиторът получава от Верди поздравления за операта си, но и критика заради засилената роля на оркестъра в произведението. На следващата година Пучини преработва операта от едноактна в двуактна и тази втора версия е представена в края на годината в театър „Реджо“ в Торино.

### Едгар
Благодарение на триумфа на „Вилиси“ композиторът подписва първия си договор с голямата издателска къща на Джулио Рикорди, който издава операта и с дълбока вяра в таланта на Пучини му поръчва нова опера. Рикорди е човек, добре познаващ оперната драматургия, с висок художествен вкус и голям размах. Той е един от първите, оценили възможностите на Пучини и го подпомага морално и материално в началото на музикалната му кариера. Двамата остават много близки през целия си живот. Отпуска му месечна стипендия, която му осигурява по-спокоен живот и възможност да твори. По това време умира майката на Пучини, което е тежък удар за него. Въпреки голямата загуба композира поръчаната опера „Едгар“ отново върху либрето на Фонтана по поемата на Алфред дьо Мюсе „Уста и чаша“. Операта не е посрещната добре от публиката, но Рикорди твърдо вярва в качествата на композитора и продължава да го подкрепя и насърчава, а „Едгар“ остава единствената му опера, която днес не се играе на сцена, въпреки че композиторът я преработва няколко пъти, като в последния, четвърти вариант я превръща в триактна.
Пучини осъзнава, че провалът на „Едгар“ се дължи главно на слабото либрето и оттогава до края на живота си става изключително взискателен по отношение на либретата, по които работи. Много пъти дори сам участва в написването им. За внимателното подбиране на сюжетите говорят и останалите над 50 плана за опери, изработени от него, сред които има творби на Шекспир, Дикенс, Виктор Юго, Едмон Ростан, Карло Голдони, Габриеле д'Анунцио, Оскар Уайлд, Лев Толстой, Максим Горки, Метерлинк, Киплинг и още много други.

### Манон Леско
След „Едгар“ Пучини заминава за Байройт, за да чуе „Нюрнбергските майстори певци“ на Вагнер и се връща от там с идея за нов сюжет. През есента на 1892 г. по него написва следващата си опера „Манон Леско“, в която талантът му се проявява със забележителна сила. Върху този сюжет са писани опери от много композитори, но само четири от тях са се наложили и до наши дни – на Обер, Жак Халеви, Жул Масне и Пучини. Измежду тях творбата на Пучини е най-драматична, най-ярка и запомняща се. Той работи над нея с голям ентусиазъм в Лука, Милано и Торе дел Лаго. Либретото е работено последователно от – Луиджи Илика, Джузепе Джакоза, Марко Прага, Доменико Олива, Руджеро Леонкавало, покровителят му Джулио Рикорди и самият Пучини. Сприятелява се с либретистите Луиджи Илика и Джузепе Джакоза, които точно изпълняват всичките му изисквания и с които по-късно създава няколко от оперите си. Премиерата на операта е на 01.02.1893 г. в оперния театър „Реджо“ в Торино и му донася триумф. Операта е поставена на всички световни оперни сцени и навсякъде е приета с овации. Въпреки това през следващата година Пучини преработва първото ѝ действие, а по-късно прави същото с второ и четвърто. След „Манон Леско“ той става един от най-известните и почитани италиански композитори. Канят го като професор по композиция в Миланската консерватория и като директор на лицея „Бенедето Марчело“ във Венеция, но той отказва и двата поста.

### Бохеми
Веднага след завършването на „Манон Леско“ започва да пише следващата си опера – „Бохеми“. Сюжетът му е близък, тъй като напомня студентските години и съжителството му с Масне. По това време вече е нашумяла едноименната опера „Манон“ на приятеля му Жул Масне, а със същия сюжет и заглавие работи и Леонкавало. Съперничеството между него и Леонкавало се отразява зле на приятелските им отношения. Между тях назрява скандал, който се пренася и в печата, където Леонкавало обвинява Пучини, че е присвоил идеята му за опера. И двамата написват оперите си, а техен съдник остава времето. Либретото за Пучини е написано от Джузепе Джакоза и Луиджи Илика по сюжета на „Сцени от живота на бохемите“ на френския писател Анри Мюрже. Работата по него продължава повече от 2 години, а Пучини често е недоволен от написаното. Композирането на самата опера му отнема само 8 месеца. Пучини създава прекрасна лирична творба, която се смята за една от най-съвършените му опери и се играе по световните сцени с голям успех. Премиерата на „Бохеми“ отново е в торинския оперен театър „Реджо“ на 1 февруари 1896 г. Тук за първи път Пучини се среща с 28-годишния Артуро Тосканини, под чието диригентство се изпълнява операта; зародилата се дружба между тях остава през целия им живот. Представлението минава без успех, а спектаклите в Миланската скала и в операта на Рим също не са приети добре от публиката. Отрицателно се изказват и музикалните критици. Творбата е приета положително едва при представянето ѝ в Палермо. Парижкият печат я приема радушно и отбелязва, че Пучини, който никога не е ходил в Париж, описва съвсем реално живота в Латинския квартал. През същата година прави съществени промени във второ действие на операта, добавя една сцена и преработва финала. След това композиторът заминава за Париж, за да подготви представянето на „Бохеми“, която там е приета с въодушевление. В България „Бохеми“ е поставена през 1922 г. от Софийската народна опера с диригент Маестро Георги Атанасов и режисьор Н. Д. Веков.

### Тоска
В Париж Пучини попада на представление на драмата „Флория Тоска“, главната роля в която се изпълнява от Сара Бернар. У него се заражда идеята да напише опера по този сюжет и по-късно се среща с автора на драмата, френския драматург Викториен Сарду. Между тях възникват известни спорове, които бързо са изгладени и Сарду се съгласява либретото да бъде написано така, както Пучини предпочита. В стремежа си да предаде максимално реалистично духа на времето, в което се развива сюжетът на „Тоска“, композиторът събира църковна музика от 18 век и слуша многократно камбаните на крепостта „Сант Анджело“, които по-късно намират място в трето действие на операта. Написва „Тоска“ през 1899 г. по либрето на Джузепе Джакоза и Луиджи Илика. Премиерата ѝ е на 14 януари 1900 г. в „Teatro Costanzi“ в Рим) и е посрещната изключително добре от публиката и критиката. Авторът е извикан на сцената 22 пъти под бурни ръкопляскания. Още същата година операта е поставена в Лондон и Париж. Оттогава до днес „Тоска“ шества по всички световни сцени със същия успех, включително и в София, където е поставена за първи път през 1925 г.

### Мадам Бътерфлай
Следващата опера на Пучини е „Мадам Бътерфлай“, която той композира по драмата „Гейша“ на американския драматург Дейвид Беласко, написана по новелата на Джон Л. Лонг. Американецът по-късно съветва Пучини във връзка с драматургията и поставянето на операта. Либретото е написано отново от Джузепе Джакоза и Луиджи Илика. Сюжетът е свързан с Япония и композиторът по това време слуша доста японска музика, черти от която могат да се забележат основно в оркестрацията на операта. Пучини прекъсва работата си по тази опера за по-малко от година заради катастрофа, при която счупва крака си. Освен любител въдичар и ловец той се увлича по скоростно шофиране, а катастрофата става при автомобилно състезание, в което взима участие. „Мадам Бътерфлай“, подобно на „Бохеми“ е лирична, дълбоко психологично драма. За написването ѝ изучава японските народни песни и се запознава и с живата японска песен от жената на японския посланик Окияма в Рим, някои от които използва в операта си. Пучини създава колоритен музикален фон, като включва в оркестровото изпълнение японски мотиви и освен това в него са добавени и елементи, типични за импресионизма. Премиерата на операта става на сцената на Миланската скала на 17 февруари 1904 г. Публиката освирква произведението, операта претърпява провал, а Пучини, все още болен и куцащ, приема този неуспех много тежко. По съвет на Джулио Рикорди композиторът основно преработва операта и включва в нея ново, трето действие. Премиерата на преработената „Мадам Бътерфлай“ е на 28 май 1904 в „Teatro Grande“ в Бреша и преминава с успех. До края на 1904 г. тя вече се изпълнява в почти всички европейски столици. За световния успех допринася и Енрико Карузо, който в САЩ изпълнява ролята на Пинкертон. Премиерата на операта в България е в София през 1924 г. с диригент М. М. Златин и режисьор Н. Д. Веков.

### Момичето от златния Запад
По това време вече Пучини е придобил световна слава и пътува в много страни, за да участва в подготовката на постановките на свои опери. През 1907 г. заминава заедно с жена си за САЩ, за да участва в представяне на някои негови опери. Там се запознава и сприятелява с Томас Едисън, който му подарява портрета си с посвещение. Попада на представлението на пиеса на Дейвид Беласко, а сюжетът, който е приключенски, му дава идеята за нова опера. През 1910 г. написва опера със същото заглавие като пиесата – „Момичето от златния Запад“. В нея умело вмъква елементи от американска народна музика и ползва по-смели за времето си изразни средства. Премиерата е на 10.12.1910 г. в Метрополитън опера на Ню Йорк под диригентството на Тосканини. Главната мъжка роля е изпълнена отново от Енрико Карузо, а представлението бележи огромен успех. Пучини е извикан 55 пъти на сцената и е увенчан с масивен сребърен венец. Става изключително популярен в САЩ, а името му се печата рекламно по опаковките на различни стоки.

### Лястовичката
Пучини се завръща от САЩ и посещава Виена за премиерното представление на „Момичето от златния Запад“. Тук получава предложение да напише оперета, но в началото той отказва, тъй като жанрът му е чужд. По-късно размисля и приема с условието сам да си избере либретото. По това време вече са починали добрите му приятели и либретисти Луиджи Илика и Джузепе Джакоза, както и покровителят му, издателят Рикорди. Композиторът поверява написването на либретото на младия и способен поет Джузепе Адами и по него през 1917 г. написва не оперета, а операта „Лястовичката“. Премиерата се изнася на 27 март 1917 в „Théâtre de l'Opéra“ в Монте Карло, главната мъжка роля се изпълнява от Тито Скипа и представлението преминава с голям успех.

### Оперен триптих
Пучини винаги се е интересувал от работата на оперните композитори на своето време. Той подробно изучава творбите на Клод Дебюси, Рихард Щраус, Арнолд Шьонберг, Игор Стравински и други. Като резултат създава оперен триптих, състоящ се от три едноактни опери – мелодраматичната „Мантията“, сантименталната „Сестра Анджелика“ и комичната „Джани Скики“. Премиерата на триптиха е на 14 декември 1918 г. в Метрополитън опера, Ню Йорк. Тя преминава вяло и без особен успех.
„Мантията“ е посветена на живота на френските докери по река Сена, а либретото е написано от Джузепе Адами с вмъкнати части от Фердинандо Мартини и Дарио Никодеми по произведение на Дидие Голд. През 1922 г. Пучини пренаписва оригиналния монолог на Микеле и го заменя с новия вариант.
„Сестра Анджелика“ е опера, посветена на личната драма на една монахиня. Пучини добре познава живота в манастира защото често посещава там сестра си Иджиния. Това е единствената негова опера, в която отсъства темата за любовта и всички роли са женски. Либретото е на Джовачино Форцано и операта е представена на 11 януари 1919. Двете главни арии „Senza mamma“ и „Amici fiori“ не са претърпели промени, но финалът е сериозно преработен през 1922 г.
„Джани Скики“ е едноактна комична опера, а либретото отново е на Джовачино Форцано. През 1919 г. Пучини повдига с половин тон арията „Avete torto! ... Firenze è come un albero fiorito“.

### Турандот
След написването на триптиха меланхолията на Пучини се засилва и той напразно търси интересен сюжет за нова опера. Най-после случайността го завежда в Берлин, където гледа драматичния спектакъл „Турандот“ от Карло Гоци, който силно го впечатлява. Решава да напише опера по този сюжет и възлага либретото на поета Джузепе Адами и журналиста Ренато Симони. Те използват като източници освен пиесата на Гоци и драмите на Шилер и Тристан Бернар със същата тематика. В края на 1920 г. получава либретото на първо действие и недоволства от бавната работа на либретистите. Изучава китайската музика като прослушва редица фонограмни записи в Британския музей.
Запознава се и с китайски народни музикални инструменти. Започва да композира операта през 1921, но напредва бавно поради влошеното си здравословно състояние и мудната работа на либретистите. На 63-годишна възраст нервната система на композитора е доста разстроена. Операта представлява една чудесна китайска приказка, в която за първи път главната героиня на Пучини е отрицателен образ. За първи път в нея композиторът създава толкова масови хорови сцени. Музиката е колоритна, наситена с източни мотиви, като на някои места авторът е използвал за основа китайския фолклор. Умира преди да довърши цялата опера. Недовършени остават дуетът на Турандот и Калаф и финалът на трето действие. Той обаче успява да остави 23 страници с нахвърляни ескизи за тях. Недовършените части са дописани от ученика му Франко Алфано, който е натоварен с тази мисия от самия Пучини, допускащ, че операцията може да се окаже фатална за него. Алфано се придържа към стила на учителя си, но може да разбере и ползва само малка част от ескизите, оставени от него. Първото изпълнение на „Турандот“ е на 26 април 1926 г. в Миланската скала. Премиерата е под диригентството на Артуро Тосканини и започва с политически скандал. Мусолини, който присъства на нея, иска операта да започне с изпълнението на химна на фашистката организация „Черноризците“. Тосканини категорично отказва и заявява, че или „Турандот“ ще бъде представена без химна, или ще трябва да си търсят друг диригент. В резултат изпълнението на химна отпада. Премиерата преминава като операта е изпълнена само до мястото, до което е стигнал Пучини. Едва на второто представление е представена цялата, заедно с допълненията и финала на Алфано. В България „Турандот“ е реализирана за първи път от Софийската народна опера през 1930 г. под диригентството на Херман Щанге и с режисурата на Христо Попов. През 1998 г. „Турандот“ е изпълнена за първи път и на китайска сцена в операта на Пекин. Постановката струва 15 милиона долара и привлича любители на операта от цял свят.

## Инструментални и вокални композиции
Пучини е останал в историята на музиката главно с оперните си произведения. В младежките си години започва с камерни композиции, писал е оркестрова и църковна музика и композиции за глас и пиано. По-късно ползва в оперите си голяма част от инструменталната музика.

## Характерното в оперите на Пучини
По-голяма част от оперите на Пучини са посветени на любовта и съдбата на героини, които страдат и умират заради нея. Това са жени, които са посветили тялото и душата си на любовта, които са измъчвани от чувство на вина, наказани с душевна болка и накрая унищожени. В отношението му към тази тема прозира съчувствие и състрадание към героините, откъдето идва и силният емоционален заряд на оперите му. Той е в състояние да се идентифицира с темата на всяка от тях, като ѝ създава особена, собствена атмосфера.
Структурата на оперите му е драматично балансирана, като моменти на активно действие и конфликти се редуват с по-спокойни, съзерцателни и лирични. Това дава възможност на слушателя плавно да преминава от една сцена в друга. С течение на времето в музиката му все по-често се усеща отражението на меланхолията, която го е обхванала в личния му живот. Според собствените му думи музиката и драматичното действие са неразривно свързани, поради което обръща изключително сериозно внимание на либретата си. Мелодичността на неговите арии се корени в италианските музикални традиции на 19 век, а от друга страна хармоничният му оркестров стил показва, че е наясно със съвременното развитие на музиката и по-специално с работата на импресионистите и на Стравински. Възлага на оркестъра по-активна роля от приетата по онова време, но от друга страна уважава традиционния вокален стил на италианската опера, в която тежестта на музиката се понася основно от певците.
Друго отличително качество на оперите му е използването на глас в стила на разговор. Изпяват се кратки фрази, една след друга, така, както би протекъл един разговор. Много от мелодиите му са лесно запомнящи се, което прави популярността им нестихваща. Някои от тях са разработени в последователност по музикалната скала, като много характерни в това отношение са „Quando me'n vo'“ на Мюзета от „Бохеми“ и „E lucevan le stelle“ на Каварадоси от трето действие на „Тоска“.
Необичайни за италианските композитори дотогава са оперите, тематиката на които излиза извън рамките на Италия. Това са екзотични места, възбуждащи и предизвикващи въображението на зрителите – Япония в „Мадам Бътерфлай“, Китай в „Турандот“, Калифорния, придобила бърза популярност със златната треска в „Момичето от златния Запад“, Париж в „Бохеми“, френската ривиера в „Лястовичката“.
Въпреки че в произведенията на Пучини се чувства влиянието както на веризма, така и на импресионизма, неговото цялостно творчество в най-голяма степен може да се отнесе към реализма.

## Любопитни факти
- Според изследване на „OPERA America“, включваща 116 професионални сдружения от 44 щата на САЩ и 19 в Канада, най-често поставяните опери в Северна Америка за сезона 2006 – 2007 г., степенувани по честота на постановките са: „Кармен“, „Бохеми“, „Тоска“, „Севилският бръснар, „Турандот“, „Мадам Бътерфлай“, „Риголето“, „Травиата“, „Лучия ди Ламермур“, „Аида“ и „Сватбата на Фигаро“.[10]
- Един от кратерите на Меркурий носи името на Джакомо Пучини.[11]
- През 1912 г. водещ италиански музикален критик пише по повод постановката на една от оперите на Пучини, че това е старомоден мелодист, а неговите произведения са позор за италианската музика и то във време, когато в страната живее и твори такъв голям композитор като Илдебрандо Пицети.[12]
- Музикалният критик Карло Берсезио пише в „Ла газета“ след премиерата на „Бохеми“, че тази опера няма да остави никаква следа в историята на италианската опера, а авторът трябва да приеме създаването ѝ като своя голяма грешка.[12]

## Организации, свързани с творчеството му
- Puccini e la sua Lucca е единственият постоянен международен фестивал в света. Организиран е на 6 март 2004 г. в Лука, родния град на композитора. Провеждат се рецитали, оперни селекции, специализирани и тематични концерти („Тримата тенори“, „Героините на Пучини“). Представленията протичат в различни старинни сгради като базиликата „Сан Джованини“ и др.[4]
- American Center for Puccini Studies е специализиран в проучване и представяне на по-нестандартни, пренебрегвани и неизвестни произведения на композитора. Центърът се бори изпълнението на оперите на Пучини да става по оригиналния и автентичен начин. Основан е през 2004 г. от д-р Хари Н. Дънстан.[13]

## По-известни произведения

### Опери[8]
- Вилиси (Le Villi) – едноактна, либрето на Фердинандо Фонтана – 1884

- 31 май 1884 – премиера в „Teatro Dal Verme“, Милано
- 26 декември 1884 – втора версия, двуактна – театър „Реджо“, Торино

- Едгар (Edgar) – четириактна, либрето на Фердинандо Фонтана – 1889

- 21 април 1889 – премиера в Миланската скала
- 5 септември 1891 – втора версия, представена в „Театро дел Джильо“ в Лука
- 28 януари 1892 – трета версия с отпадане на някои части и големи добавки – „Teatro Comunale“, Ферара
- 8 юли 1905 – четвърта версия, триактна, силно преработена – „Teatro de la Opera“, Буенос Айрес

- Манон Леско (Manon Lescaut) – четириактна – либрето, работено последователно от Марко Прага, Доменико Олива, Руджеро Леонкавало, Луиджи Илика, Джузепе Джакоза, от самия Пучини и Джулио Рикорди – 1893

- 1 февруари 1893 – премиера в театър „Реджио“, Торино
- 21 януари 1894 – преработка само на първо действие – театър „San Carlo“, Неапол. През следващите години прави корекции по второ и четвърто действие.

- Бохеми (La bohème) – четириактна, либрето на Луиджи Илика и Джузепе Джакоза по „Сцени из живота на бохемите“ от Анри Мюрже – 1896

- 1 февруари 1896 – премиера в театър „Реджио“, Торино
- 1896 – прави съществени промени във второ действие, добавя една сцена и преработва финала.

- Тоска (Tosca) – триактна, либрето Луиджи Илика и Джузепе Джакоза по драма на Викториен Сарду, посветена на Х. Даркле – 1899

- 14 януари 1900 – премиера в „Teatro Costanzi“, Рим

- Мадам Бътерфлай (Madama Butterfly) – двуактна с две картини, либрето Луиджи Илика и Джузепе Джакоза по драмата на Дейвид Беласко „Гейша“ – 1904

- 17 февруари 1904 – премиера в Миланската скала
- 28 май 1904 – преработена на двуактна с три картини, разделя второ действие на две части, прави допълнения и промяна на мелодичната линия – „Teatro Grande“, Бреша
- 10 юли 1905 – трета версия, преработка, „Ковънт гардън“, Лондон
- 28 декември 1906 – четвърта версия, премахване на части от първо действие, допълнения към второ, съществени изменения на финала – „Опера комик“ Париж

- Момичето от златния Запад (La fanciulla del West) – триактна, либрето Гуелфо Чивинини и Карло Дзангарини по романа на Дейвид Беласко – 1910

- 10 декември 1910 – премиера в „Метрополитън опера“, Ню Йорк
- 29 декември 1912 – втора версия – Миланската скала
- 1922 г. – добавен дует към второ действие

- Лястовичката (La rondine) – триактна, либрето Джузепе Адами – 1917

- 27 март 1917 – премиера в „Théâtre de l'Opéra“, Монте Карло
- 10 април 1920 – втора версия, Prunier става баритон – „Teatro Massimo“, Палермо
- 22 март 1994 – трета версия – значителни промени в трето действие, Prunier става тенор – театър „Реджио“, Торино

- Оперен триптих от три едноактни опери – 1918

- 14 декември 1918 – премиера в Метрополитън опера, Ню Йорк

- Мантията (Il tabarro) – първа част, едноактна – либрето Джузепе Адами с пасажи от Фердинандо Мартини и Дарио Никодеми по „La Houppelande“ на Дидие Голд

- 1922 – преработка на монолога на Микеле

- Сестра Анджелика (Suor Angelica) – втора част, едноактна – либрето Джовакино Форцано

- 11 януари 1919 – преработка на ариите „Senza mamma“ и „Amici fiori“ – представена в Рим

- Джани Скики (Gianni Schicchi) – трета част от оперния триптих – либрето Джовакино Форцано

- 1919 – смяна на тоналността на арията „Avete torto! … Firenze è come un albero fiorito“

- Турандот (Turandot) – либрето Джузепе Адами и Ренато Симони по едноименната трагедия на Карло Гоци. Недовършена. Добавен един дует и разработен финал от Франко Алфано – 1924 г.

- 26 април 1926 – премиера в Миланската скала

### Вокални композиции[8]
- A te – за глас и пиано – 1875
- Plaudite populi – четиригласен мотет – 1877

29 април 1877 – първо изпълнение в Лука
- Credo – за тенор, баритон и оркестър – 1878

12 юли 1878 – първо изпълнение в Лука, по-късно вмъкнато в меса
- Vexilla Regis – химн за мъжки хор и орган, текст Ваненцио Фортунато – 1878
- Меса за четирима солисти и оркестър – за баритони и тенори, хор и оркестър. Състои се от 5 части – Kyrie, Gloria, Credo и Sanctus и Agnus Dei. Музиката на Kyrie е използвана в операта „Едгар“, а Agnus Dei – в „Манон Леско“. Сега месата е известна като „Меса Глория“. – 1878 – 1880

12 юли 1880 – първо изпълнение в Лука
- Salve del ciel Regina – за сопран и хармониум, ползвано във „Вилиси“ – 1882
- Mentìa l’avviso – речитатив и ария за тенор и пиано, стихове от Феличе Романи. Използвано в „Манон Леско“ – 1882
- Ad una morta – за баритон и пиано, стихове от Антонио Ghislanzoni, фрагменти са използвани във „Вилиси“
- Storiella d’amore – за сопрано или тенор и пиано, стихове от Антонио Ghislanzoni, използвано в „Едгар“ – 1883
- Sole ed amore – матината за сопрано или тенор и пиано. Авторът на текста е неизвестен, но има предположение, че е на Пучини. Използвано в „Бохеми“ – 1888
- Avanti Urania! – за глас и пиано, стихове от Ренато Fucini. Мелодичната идея е използвана в „Мадам Бътерфлай“ – 1896
- Inno a Diana – за глас и пиано, стихове от Карло Abeniacar – 1897
- E l’uccellino – приспивна песен за глас и пиано, стихове от Ренато Fucini – 1899
- Terra e mare – за глас и пиано, стихове от Енрико Panzacchi – 1902
- Canto d’anime – за глас и пиано, текст Луиджи Илика – 1904
- Requiem – за хор, виола, хармониум или орган – 1905

януари 1905 – първо изпълнение в Милано
- Casa mia, casa mia – за глас и пиано – 1908
- Sogno d’or – приспивна песен за глас и пиано, текст от Карло Марсили, използвана в „Лястовичката“ – 1913
- Morire? – за глас и пиано, текст от Джузепе Адами, използвано във втората версия на „Лястовичката“ – 1917
- Inno a Roma – за глас и пиано, текст от Фаусто Салватори – 1919

1 юни 1919 – първо изпълнение в Рим

### Инструментална музика[8]
- Прелюдия за оркестър – 1876
- Adagio in A major – за пиано – 1881. Използвано във „Вилиси“.
- Largo Adagetto in F major – за оркестър – 1881 – 1883. Фрагменти са използвани в „Едгар“.
- Preludio sinfonico in A major – за оркестър – 1882

15 юли 1882 – първо изпълнение в Милано. Използвано във „Вилиси“ и първата версия на „Едгар“.
- Три фуги за струнен квартет – 1883 (Andante poco mosso в C минор, Andante sostenuto в A мажор, Andante mosso в G мажор)
- Скерцо в D – за струнен оркестър – 1883
- Симфонично капричио в F мажор (дипломна работа) – за оркестър – 1883. Части са ползвани във „Вилиси“, „Едгар“ и „Бохеми“.
- Три менуета – за струнен квартет – 1884. Използвано в „Манон Леско“.
- Хризантеми – елегия за струнен квартет – 1890

1890 – първо изпълнение в Консерваторията на Милано
- Piccolo valzer – за пиано – 1894. Ползвано в „Бохеми“
- Scossa elettrica – марш за пиано – 1896
- Пиеса за пиано – 1916

## Известни арии
| „Donna non vidi mai“ – първо действие на „Манон Леско“ |
|                                                        |
| Енрико Карузо, 1913 г.                                 |

| „Recondita armonia“ – първо действие на „Тоска“ |
|                                                 |
| Ария на Каварадоси, Енрико Карузо, 1907 г.      |

| Te Deum – финал на първо действие на „Тоска“         |
|                                                      |
| Паскуале Амато с хора на Метрополитън опера, 1914 г. |

| „Vissi d'arte“ – второ действие на „Тоска“ |
|                                            |
| Еми Дестин, 1914 г.                        |

| „E lucevan le stelle“ – трето действие на „Тоска“ |
|                                                   |
| Leo Slezak, 1913 г.                               |

| „O mio babbino caro“ от „Джани Скики“ |
|                                       |
| Франсис Алда, 1919 г.                 |

| Preludio Sinfonico |  |
|                    |  |
|                    |  |